# ボージャック・ホースマン
『ボージャック・ホースマン』（原題:BoJack Horseman）は2014年から2020年にかけて配信されたアメリカ合衆国のアニメである。ラファエル・ボブ・ワクスバーグによって作成された。主演はウィル・アーネットが務めた。2014年8月にNetflixオリジナル作品として配信が開始され、日本ではサービス開始日の2015年9月2日から配信された。
本作は、人間と擬人化された動物が共存する世界を舞台に、落ちぶれたウマの俳優ボージャック・ホースマンの日々を描いている。

## あらすじ

### シーズン1（2014年）
ウマの俳優ボージャック・ホースマンは、1990年代に『馬か騒ぎ』というコメディドラマで一世を風靡したものの、今では自堕落な生活を送っていた。1年半前には俳優としてのキャリアの再起をかけて自伝を執筆する仕事を受けていたが遅々として筆が進まず、痺れを切らした担当編集者が送り込んだゴーストライターのダイアンと出会う。ダイアンは落ちぶれたボージャックのありのままの姿を表現した原稿を書き上げ、彼の怒りを買うが、出版された自伝はたちまちヒット作となった。

### シーズン2（2015年[8])
自伝のヒットによりボージャックは晴れて表舞台に返り咲き、自堕落な生活をやめ性格を前向きに改めることを決心する。子供時代のヒーローだった競走馬セクレタリアトの半生と死を描いた映画の主演の座を射止めることに成功するが、その張り切りは空回りし、意欲を失ったボージャックを見限った製作側はCGを駆使して彼の演技抜きで映画を作り上げてしまう。過去に裏切った親友ハーブの死にも直面し、逃げ出したボージャックはニューメキシコへ向かい、俳優デビュー前に思いを寄せていたシャーロットの家庭に転がり込む。しかしある夜、高校生の娘と肉体関係を持とうとしていたところを彼女に見つかり、ロサンゼルスへ帰らざるを得なくなる。

### シーズン3（2016年[9])
映画『セクレタリアト』でアカデミー主演男優賞ノミネートを目指すボージャックは敏腕広報担当者のアナとタッグを組む。見事ノミネートの報を受けたボージャックは邸宅で祝賀パーティーを開き、見ず知らずの人間達からの賛美に酔いしれるが、虚報と判明した途端大勢いたはずのパーティー参加者は一斉に帰宅する。名誉欲に飲まれた彼からかつての友人達も離れていく中、ボージャックは『馬か騒ぎ』の元子役でポップスターのサラを誘って酒とドラッグを乱用しながら過去に傷つけた人々への謝罪行脚に出る。サラは自分の存在意義について考えるうちにパニックに陥り、ヘロインの過剰摂取によりボージャックの目の前で死亡してしまう。

### シーズン4（2017年[10])
サラの死後失踪したボージャック不在のロサンゼルスではピーナツバターがカリフォルニア州知事選に出馬し、ダイアンがウェブメディアのブログライターになるなど、それぞれが別の道を歩み始めていた。その後再びロサンゼルスに戻ってきたボージャックの目の前に現れたのは、彼の生物学上の娘を自称するホリーホックだった。ホリーホックの実の母を探す過程でボージャックは認知症が進行した母ビアトリスを老人ホームから引き取ることになり、虐待的だった両親の過去に触れる。一方、恋人と別れ芸能マネージャーとしてショービジネスの世界に復帰したキャロラインは本人の知らぬ間にボージャックを主演に迎えたテレビドラマの企画を進めていた。

### シーズン5（2018年[11])
刑事ドラマ『フィルバート』の撮影が始まり、セクハラやDV問題で業界から干されていた俳優の出演が決まると、誤解が誤解を生みボージャックは彼を批判するフェミニストとしてメディアに祭り上げられる。調子に乗ったボージャックが女性の味方として振る舞う一方で、ダイアンはアナからボージャックが未成年と性交渉を持とうとしていた事実を伝えられる。『フィルバート』は予想外のヒット作となるが、撮影中のスタントでの負傷をきっかけにボージャックは鎮痛剤依存に陥り、幻覚症状から演技中に共演者の首を本気で締めてしまい、またその様子を捉えた動画がインターネット上で拡散されてしまう。キャロラインの働きにより炎上騒ぎに発展することなく事態は収束したものの、罪悪感に苛まされたボージャックは自身の悪行を暴露する記事を発表するようダイアンに懇願する。彼女はこれを拒否するが、代わりにボージャックをアルコール・ドラッグ中毒者の為のリハビリ施設へと連れて行く。

### シーズン6 パート1（2019年[12])
リハビリ施設に入院したボージャックはサラの死と両親の虐待を受けていた子供時代に向き合う。一方ダイアンも回顧録の執筆を通じて自分の過去に向き合うが筆が進まず、絶望感と鬱の症状に苦しむ中で彼女を支えるカメラマンのガイとの関係を深める。リハビリ施設を退院したボージャックはアメリカ各地を訪れ、過去に傷付けた女性達への謝罪と会話を試みる。回顧録の執筆途中に書いた子供向け小説がヒットしたダイアンはやや不本意ながらも児童文学作家としてその名を知られるようになり、ボージャックはホリーホックが通うウェズリアン大学演劇科の教授として落ち着いた生活を手に入れたが、その裏では調査報道ジャーナリストがサラの死の真相に迫っていた。

### シーズン6 パート2（2020年）
ボージャックがサラの死への関与を隠すため警察と救急隊に虚偽報告をしていたこと、そして自らの立場を利用して高校生と肉体関係を持とうとしていたことが公になる。世間からのバッシングの末ボージャックは教授の職と持ち家を失い、放送会社の執行役に迫られ過去の栄光としてこれまで縋ってきた『馬か騒ぎ』に関する権利を全て放棄させられる。ホリーホックにも縁を切られ、絶望したボージャックはかつての自宅に侵入し、『馬か騒ぎ』のシーズンDVDを観ながら酒を飲み耽る。そのままテラスに出てプールに転落し、薄れゆく意識の中で亡くなった友人や家族の夢を見ていたが、住人の通報により一命を取り留める。
1年後、不法侵入罪により収監されたボージャックは週末の間だけの一時外出を認められる。ピーナツバターに出迎えられ、キャロラインの結婚式に参列したボージャックはそこで友人達との関係を修復する。パーティーを抜け出したボージャックは式場の屋根でダイアンとも再会し、彼女がガイと結婚しヒューストンに引っ越していたことを知る。その後、物語はボージャックとダイアンが人生と幸福について取り留めもない会話をする中で幕を閉じる。

## 登場人物

### メインキャラクター
ボージャック・ホースマン（BoJack Horseman)
声：ウィル・アーネット、日本語吹き替え：落合弘治
本作の主人公。茶色の馬。物語開始時は50歳。1990年代に『馬か騒ぎ』というシットコムで一世を風靡したが、放送終了後はハリウッドサインを一望する邸宅で財産を食い潰しながら自堕落な生活を送っていた。シニカルでナルシスティックな言動を見せる一方で、強い自己嫌悪感と孤独感に苛まされており、親しくなった相手には嫌われたくない一心でしつこくまとわりついてしまう。
アルコールとセックスに依存しており、過去には数々の女優と浮名を流し、自身のファンクラブの会長や共演する子役の母親とも肉体関係を持っていた。
ダイアン・ニューエン （Diane Nguyen）
声：アリソン・ブリー、日本語吹き替え：横山友香
ベトナム系アメリカ人の人間のゴーストライター。同級生や兄弟からのイジメに遭った少女時代に『馬か騒ぎ』を心の拠り所とし、中でも主演のボージャックのファンだった。自伝代筆に際してボージャックと深く関わるようになり、以降彼の良き理解者の1人となる。フェミニズムなど社会問題への関心が高く、後世に残るような仕事をしたいと考えており、代筆業を生業としている現状に悩んでいる。
プリンセス・キャロライン （Princess Carolyn）
声：エイミー・セダリス、日本語吹き替え：堀井千砂
ピンク色のペルシャ猫。ボージャックのエージェントであり、彼とは恋人関係にあった。貧しい母子家庭に生まれながらカリフォルニア大学ロサンゼルス校を卒業し、エージェントとして日々マルチタスクをこなす向上心が高い女性で、競争の激しいハリウッドでの仕事を楽しんでいる。ボージャックの身勝手な行動に何度も振り回されながら彼のことを気にかけ、仕事を回し続けている。
トッド・チャベス（Todd Chavez）
声：アーロン・ポール、日本語吹き替え：大隈健太
ボージャックの家に居候している人間の青年。黄色いニット帽と赤いパーカーがトレードマーク。困っている人を見捨てておけない性格だが、人助けをしようとする過程で様々な騒動を引き起こす。また、次々と奇抜なビジネスアイディアを思いつき、実現させようとする。物語が進む中でボージャックの自分勝手な思考と行動に嫌気が差し始め、徐々に彼から距離を置くようになる。
ミスター・ピーナツバター（Mr. Peanutbutter）
声：ポール・F・トンプキンス、日本語吹き替え：中尾一貴
ダイアンの恋人である黄色のラブラドール・レトリーバー犬の俳優。元は素人ながら底抜けの明るさと人懐っこさを見込まれ『馬か騒ぎ』を模倣したドラマ『ピーナッツバターのお家』の主演として俳優デビューを果たし、ボージャックのライバル的存在まで昇り詰めていた。本人は自分をボージャックの良き友人の1人と思っているが、ボージャックからは忌々しく思われている。
シーズン1で酔っ払ったボージャックがダイアンへの好意を示そうとハリウッドサインのDの文字を盗んだ際、それをそのまま自分からのプレゼントと称してダイアンへ贈り、以降劇中でハリウッド（Hollywood）はハリウー（Hollywoo）と呼ばれるようになる。

### 芸能人と業界関係者
ピンキー・ペンギン（Pinky Penguin）
声：パットン・オズワルト
出版社ペンギン・グループで働くコウテイペンギンの編集者。業績不振の会社を救う最後の希望としてボージャックの自伝に大きな期待をかけている。
サラ・リン（Sarah Lynn）
声：クリステン・シャール
『馬か騒ぎ』でブレイクした元子役の人間の女性。典型的なステージママと性的虐待を行っていたことが示唆される義父の下で育てられ、番組で養父役を演じたボージャックを父的な存在として見ていた。成人後はポップスターとして世界的な成功を収めるが、物語開始時にはアルコールやドラッグの乱用で度々問題行動を起こしている。
ハーブ・カザズ（Herb Kazzaz）
声：スタンリー・トゥッチ
ボージャックの親友だった人間の脚本家の男性。『馬か騒ぎ』の企画者。スタンダップ・コメディアン仲間のボージャックを主演に抜擢した張本人だったが、1990年代前半に同性愛者であることが公になりテレビ局から解雇される。その際自分の味方をするという約束をボージャックに反故にされ、長らく疎遠だったが、抗がん剤治療により痩せ細った姿でボージャックと再会する。
ケルシー・ジャニングス（Kelsey Jannings）
声：マリア・バンフォード
自主映画作品で評価され、『セクレタリアト』でハリウッド進出を果たした人間の女性監督。一人娘の大学進学費用を確保するため『セクレタリアト』の監督を引き受けたものの、プロデューサーや制作会社の意向に左右される商業映画の現実に悩んでいる。
マーゴ・マーティンデイル（Margo Martindale）
声：マーゴ・マーティンデイル（本人役）
実在の性格俳優。ボージャックと親交があり、エミー賞の助演女優賞を受賞した演技力を活かして度々彼の突拍子もない計画の手助けをする。
レニー・タートルタブ（Lenny Turtletaub）
声：J・K・シモンズ
ハリウーの大物プロデューサーの亀。ボージャックに対して良い印象を抱いていないが、彼の知名度を利用するため度々作品に起用する。
アナ・スパナコピタ（Ana Spanakopita）
声：アンジェラ・バセット、日本語吹き替え：森下由樹子
数多くの顧客をアカデミー賞ノミネートに導いてきた敏腕広告担当者の人間の女性。「オスカー請負人」の異名を持ち、目的の為には手段を選ばない人物。

この他、ナオミ・ワッツ、ポール・マッカートニー、ダニエル・ラドクリフ、ジェシカ・ビール、ザック・ブラフ、ヘンリー・ウィンクラー、ホルヘ・ガルシアらがそれぞれ本人役でゲスト出演している。

### ボージャックの家族と親類
ビアトリス・ホースマン（Beatrice Horseman）
声：ウェンディ・マリック
ボージャックの母親。クリーム色の馬。製糖企業の令嬢として幸せな少女時代を過ごしていたが、兄の西部戦線での戦死により家庭が崩壊し、心に傷を負う。後にバーナード・カレッジを卒業し、バタースコッチと駆け落ちしたものの、ボージャックが物心ついた頃には夫婦生活は破綻しており、子のボージャックに心理的虐待を加えていた。
ボージャックのコメディ俳優としてのキャリアには終始否定的だったが、認知症が進行してから内心では『馬か騒ぎ』を楽しんでいたことが明らかになる。しかし、この事を彼に直接伝えることは無かった。
バタースコッチ・ホースマン（Butterscotch Horseman）
声：ウィル・アーネット
ボージャックの父親。グレーの馬。故人。小説家を夢見てビアトリスと共にサンフランシスコへと駆け落ちしたが肝心の作品は構想の域を出ず、酒に溺れて不倫を繰り返し、妻子に暴力を振るっていた。最後は自身の作品を批判した人物に決闘を挑み、その際木の根に躓いて頭を強打し死亡した。
ホリーホック・マンハイム=マンハイム=ゲレーロ=ロビンソン=ジルバーシュラグ=サング=フォンツェレリ=マクアック（Hollyhock Manheim-Mannheim-Guerrero-Robinson-Zilberschlag-Hsung-Fonzarelli-McQuack）
声：アパルナ・ナンチェーラ
ボージャックの私生児を自称する女子高校生。チェスナットブラウン色の馬。8人の同性愛者の男性達の養子として愛を受けながら育ったが（名字の長さはこの為）、産みの母に会いたい願望を長く抱いていた。周りから容姿が似ていると言われるボージャックを父と推定し、共に彼が過去に肉体関係を持った女性達のもとを訪れる。
後にボージャックの父バタースコッチが家政婦と不倫した末に産まれた子供であることが判明し、以降は異母兄弟としてボージャックと連絡を取り続ける。
ジョセフ・シュガーマン（Joseph Sugarman）
声：マシュー・ブロデリック、日本語吹替：早川毅
ビアトリスの父でボージャックの祖父にあたるカラシ色の馬。故人。製糖会社の経営者として財を成した。前時代的な男女観に囚われた人物で、名門女子大に入学させた娘が婚約者ではなく学士号を持ち帰った事に対する不満を口にしていた。
ハニー・シュガーマン（Honey Sugarman）
声：ジェーン・クラコウスキー
ビアトリスの母でボージャックの祖母にあたる赤茶色の馬。故人。明るく、弁の立つ女性だったが、長男の戦死により酷い鬱状態に陥り、「女性特有の感情」を抑えるためジョセフによりロボトミー手術を受けさせられた結果、廃人同然になっていた。
クラッカージャック・シュガーマン（Crackerjack Sugarman）
声：リン＝マニュエル・ミランダ
ビアトリスの兄でボージャックの叔父にあたる馬。1944年12月に第二次世界大戦の西部戦線で戦死した。

### その他
セクレタリアト（Secretariat）
声：ジョン・クラシンスキー、ウィル・アーネット（シーズン6エピソード15「途中で見た景色」のみ）
少年時代のボージャックのヒーローだったくるみ色の競走馬。実在した同名の競走馬と活躍年代・毛色が一致している。三冠を獲得したキャリア全盛期に自身の出場したレースに対する賭博行為により競馬界から追放され、失意の中飛び降り自殺を図りこの世を去っていた。ボージャックの夢の中ではバタースコッチに代わり父親として登場する。
シャーロット・カーソン（Charlotte Carson）
声：オリヴィア・ワイルド
ボージャックが過去に思いを寄せていた鹿。ハーブとは恋人関係にあった。ボージャックが俳優デビューをした頃にはロサンゼルスを離れており、再会時は夫と2人の子供と共にニューメキシコで暮らしている。
ペニー・カーソン（Penny Carson）
声：イラナ・グレイザー
シャーロットの長女。高校生の鹿。好意を寄せていた同級生にプロムのパートナーを断られた後、代理として付いてきたボージャックに惹かれる。

## 主な賞歴

### アニー賞

#### 受賞
- 一般向けテレビアニメーション作品賞

第46回（2019年） - シーズン5エピソード2「The Dog Days are Over（さらば老犬）」
第47回（2020年） - シーズン6エピソード2「The New Client（新規クライアント）」
- テレビアニメ声優賞

第46回（2019年） - ウィル・アーネット、シーズン5エピソード6「Free Churro（チュロスはタダで）」

#### 候補
- 一般向けテレビアニメーション作品賞

第43回（2016年） - シーズン2エピソード1「Brand New Couch（生まれ変われば）」
第44回（2017年） - シーズン3エピソード4「Fish Out of Water（水もしたたるイイ男）」
第45回（2018年） - シーズン4エピソード6「Stupid Piece of Sh*t（役立たずのクズ野郎）」
- テレビアニメ声優賞

第44回（2017年） - アリソン・ブリー
第45回（2018年） - ウェンディ・マリック、シーズン4エピソード11「Time's Arrow（時の流れは）」
- テレビアニメ編集賞

第45回（2018年） - ホセ・マルティネス、シーズン4エピソード6「Stupid Piece of Sh*t（役立たずのクズ野郎）」
- テレビアニメ脚本賞

第47回（2020年） - アリソン・ターフェル、シーズン6エピソード3「Feel-Good Story（ハッピーになれる話）」
- テレビアニメ作品キャラクター・アニメーション賞

第48回（2021年） - ジェイムス・ボウマン、シーズン6エピソード10「Good Damage（いい傷）」

### プライムタイム・エミー賞[23]

#### 候補
- ボイスオーバー・パフォーマンス賞　声優部門

第69回（2017年） - クリステン・シャール、シーズン3エピソード11「That's Too Much, Man!（どう考えてもやり過ぎ）」
- アニメ番組賞

第71回（2019年） - シーズン5エピソード6「Free Churro（チュロスはタダで）」
第72回（2020年） - シーズン6エピソード15「The View from Halfway Down（途中で見た景色）」